# توتیلاوا
توتیلاوا (به انگلیسی: Tutilawa) یک منطقهٔ مسکونی در هند است که در جارکند واقع شده‌است.

## خصوصیات
توتیلاوا ۵۹۲ متر بالاتر از سطح دریا واقع شده‌است.